# Neneci
Neneci ili Nenci (stariji nazivi: Samojedi, Juraki) su narod u Ruskoj Federaciji, nastanjen u krajevima između Bijeloga mora i poluotoka Tajmira. Oko 45 000 Neneca živi uglavnom u Jamalo-nenečkom autonomnom okrugu u Tjumenjskoj oblasti, Nenečkom autonomnom okrugu u Arhangelskoj oblasti i Tajmirskom autonomnom okrugu (autonomni okrug Dolgana i Neneca) u Krasnojarskome kraju. Kulturno i jezično razlikuju se takozvani šumski Neneci i Neneci tundre, koji žive u sjevernijim krajevima. Tradicionalno su se bavili uzgojem sobova, ribolovom i lovom na morske sisavce. Pod pritiskom države napustili su nomadski način života, a nakon Drugog svjetskog rata počeli su se sve više zapošljavati i u industriji.

## Jezik
Nenecki jezik (poznat i pod imenom jurački) pripada u samojedsku granu uralske jezične porodice. Njime govori oko 26 000 ljudi u sjeverozapadnom Sibiru, od ušća Sjeverne Dvine do ušća Jeniseja, a većina je govornika dvojezična te uz nenecki govori i ruski. Ima tri dijalekta (zapadni, istočni i središnji), no razlike među njima razmjerno su malene. U fonološkom sustavu ističe se opreka između palataliziranih i nepalataliziranih suglasnika, a u morfologiji razrađen padežni sustav s nekoliko lokalnih padeža, kao u većini uralskih jezika.